# Mödling
Mödling (německy  ˈmøːdlɪŋ), je rakouské okresní město ve spolkové zemi Dolní Rakousko. Leží ve Vídeňské pánvi, v nadmořské výšce 246 m, 18 km jihozápadně od Vídně. Žije zde přibližně 21 tisíc obyvatel. Je sedmým největším městem Dolních Rakous.

## Geografie
Mödling leží v dolnorakouské Průmyslové čtvrti (Industrieviertel) na okraji Vídeňské pánve (Wiener Beckens). Přes Mödling protéká Mödlingbach, který pramení ve Vídeňském lese a u Achau ústí do řeky Schwechat.
Větší část katastru města je zalesněna. Patří do přírodní chráněná oblasti Föhrenberge.
Za mostem u Vídeňského lesa jsou vinice a ve městě četné Heurigen (posezení pod víchou). Pěstování vinné révy odpovídá termální oblasti.
Na severu a východě jsou stavebně spojené obce Maria Enzersdorf a Wiener Neudorf. Na jižní hranici katastru je Gumpoldskirchen, kde na "Eichkogelu" je vzácná květena. Na západ vede silnice přes zaniklou osadu Vorderbrühl podél silnice do Hinterbrühl. Silnice vede úzkým údolím, které se lidově nazývá Klausen, kde na jedné straně stojí zřícenina hradu Mödling. Na druhé straně Klausen je Kalenderberg, kde se na zadní straně zdvihá hrad Liechtenstein. Dříve v Klausen byl silný pramen, ze kterého vedl první vídeňský vodovod přes zděný akvadukt. Na příkré skále je pro Mödling typická vzácná borovice (Pinus nigra var. Ausiaca).

## Historie
První osídlení se zde dokládá již v mladší době kamenné, o čemž svědčí nález hrobu z této doby. Mnoho nálezů je také na Kalenderbergu z doby halštatské. Poblíž nádraží se našla římská mince a hrob.
Po vítězství Karla Velikého (742–814) nad Avary v roce 803 začalo osídlení tohoto prostoru bavorsko-franckými kolonisty. Svědčí o tom nálezy více než 500 vykopaných avarských hrobů s náhrobními kameny.
První písemná zmínka pochází z 8. září 903 o směně majetku mezi dvěma biskupy MEDILIHHA ULTRA MONTEM COMMIGENUM (název snad slovanského původu). Osídlení mohlo být v roce 907 opět zničeno. Teprve po bitvě na Lechu mohlo se začít s definitivní kolonizací Bavory.
Potom byl Mödling též nějaký čas sídlem jedné větve Babenberků na hradě Mödling (dnešní zřícenina). V roce 1177 dostal Jindřich I. z Mödlingu (1158–1223), mladší syn rakouského vévody Jindřicha II. Babenberského zvaného "Jasomirgott" (1107/14–1177) panství, které zahrnovalo oblast od Liesingu k Piestingu a Brucku. To dosvědčují dokumenty nacházející se v klášteře Heiligenkreuz. Když byl na hradě Mödling zájem o umění a kulturu, byl zde několikrát na návštěvě středověký básník Walther von der Vogelweide (asi 1170–1230). Špitální kostel a dnešní kostel svatého Otmara byl postavený v 15. století na základech ze století 12.
V současnosti je Mödling významným vinařským místem. Vedle Langenloisu je Mödling nejvýraznější v celém Dolním Rakousku.
Pod vévodou Albrechtem II. Habsburským (1298–1358) byl "Mgdlich", jak se mu říkalo, povýšen na městys.
Za prvního tureckého obléhání v roce 1529 byla větší část města zničená. Také roku 1679 zemřelo mnoho obyvatel na mor. Za druhého tureckého obléhání byla velká část obyvatel zmasakrována. Protože při druhé morové epidemie v roce 1713 zemřelo jen 22 obyvatel, z vděčnosti byl postaven sloup Svaté Trojice nebo "Morový sloup" jak se dnes nazývá.
Dne 18. listopadu 1875 byl městys Mödling povýšen na město.
Po "anšlusu" Rakouska byla obec přičleněna k 24. okresu Vídně. Teprve v roce 1954 se zase osamostatnila a vrátila zpět do Dolního Rakouska.
Ke vzpomínce na zavražděné oběti doby "národního socialismu" byl pod patronátem Marie Restituty 14. srpna 2006 položen základní kámen Guntera Demniga.
Viz také: Dějiny Dolního Rakouska a Dějiny Vídeňského lesa.

### Vývoj názvu místa
Název místa se během doby vyvíjel od "medilihha" přes Medelikch a Medling až k dnešnímu názvu Mödling. Kořeny názvu jsou ve staroslovanském výrazu pro "pomalu tekoucí vody".

### Vývoj počtu obyvatel
V roce 1971 bylo v Mödlingu 18.835 obyvatel, v roce 1981 19.276, roku 1991 20.290 a v roce 2001 zde žilo 20.405 obyvatel.

## Infrastruktura

### Doprava
Městem probíhá Jižní dráha, která umožňuje rychlé spojení s Vídní. Kromě toho vedou z Mödlingu na všechny směry autobusové linky.
Z Mödlingu je možnost využít jižní dálnici A2, která současně propojuje nákupní centrum Shopping City Süd s městem.
Výhodná je také možnost krátkodobého parkování.
Z historie je znám také dopravní styk dřívější elektrickou dráhou, např. lokálka do Hinterbrühlu, jakož i linka 360 vídeňské městské dráhy, provozované do roku 1967 , přes Maria Enzersdorf (am Gebirge), Brunn am Gebirge a Perchtoldsdorf do Rodaun.

### Hospodářství
Pro dobré železniční spojení se zde usadilo několik obchodních velkozávodů, což však ovlivnilo ekonomiku drobných živnostníků. Velkozávody se dříve stěhovaly do Wiener Neudorfu, průmyslového centra Dolních Rakous.

## Kultura a pamětihodnosti
Staré město je pěkně opravené, stojí pod ochranou Haagské konvence jako kulturní statek v ozbrojeném konfliktu. V radnici je umístěna matrika. Mödling získal pověst města svateb, když se zde mnoho snoubenců i z jiných krajů uzavře sňatek. Ulice Kaiserin Elisabethstraße a Schrannenplatz byla prohlášena jako pěší zóna, i když dříve městem procházela zemská silnice.
Stranou města je chráněná oblast Eichkogel, ve které jsou subtropické vzácné rostliny, jako je vzácná sápa hlíznatá (Phlomis tuberosa) a jiné se nacházející. Ale i ve skalních průsmycích rostou vzácné rostliny, jako Mödlingský jarní karafiát (Dianthu plumarius subsp. neilreichii), poprvé objevil v polovině 19. století botanik August Neilreich (1803–1871), nebo také německý omán (Inula gemanica). Mimo to jsou zde velké počty vzácných černých borovic (Pinus nigra supsp. nigra) a četné romantické zříceniny knížete Liechtensteina. Také tu stojí zřícenina hradu Mödling, někdejšího hradu rakouského vévody. Ten hrad opěvuje a slávou podporuje básník Walther von der Vogelweide (asi 1170–1230). Malebné okolí s pěšinkami bylo v době biedermeieru hojně navštěvováno umělci. Až do 30. listopadu 1967 byl Mödling z Vídně dosažitelný tramvajovou linkou (č.360).

### Divadla
- Městské divadlo Mödling
- Jeviště Mayer
- Loutkové divadlo
- Divadlo v bunkru, v bývalém protileteckém krytu ve Vorderbrühlu
- Komediální letní scéna v divadle
- Shakespearovo letní divadlo v koncertním městském dvoře
- Letní divadlo na prostranství před kostelem sv. Otmara

### Budovy
- Kostel svatého Otmara – s bočním oltářem sv. Jana Nepomuckého s obrazem (zřejmě) Petra Brandla[4]
- Nemocniční kostel
- Zřícenina hradu Mödling
- Chrám husarů na malém Anningeru
- Černá věž
- Akvadukt Mödling

### Školy
- Lidové a hlavní školy
- Zemské gymnázium a Zemské reálné gymnázium v Granz-Keim-Gasse
- Zemské gymnázium a Hospodářské zemské reálné gymnázium v Untere Bachgasse
- Vyšší technický učitelský a výzkumný ústav
- Viena Business School Mödling, obchodní akademie vídeňské obchodní komory
- Vyšší učiliště pro Módu & Oděvy, čili management & prezentace
- Jednoroční hospodářská škola
- Beethovenova hudební škola
- Pěvecká chlapecká škola Wienerwald
- Lidová univerzita
- Polytechnická škola

## Instituce
- Okresní hejtmaní
- Finanční úřad
- Okresní soud
- Zemská zdravotní škola oblasti Mödling
- Institut veterinárního lékařství

## Partnerská města
Partnerskými městy Mödlingu jsou (v závorce je uvedeno datum podepsání partnerské dohody): 
- Esch-sur-Alzette, Lucembursko (1956)
- Dirmstein, Německo
- Velletri, Itálie (1956)
- Offenbach am Main, Německo (1956)
- Puteaux, Francie (1956)
- Obzor, Bulharsko (2011)
- Kőszeg, Maďarsko (1989)
- Vsetín, Česko (1993)
- Zemun, Srbsko, (1993)
- Zottegem, Belgie (2007)

## Významné osobnosti
- Ludwig van Beethoven (1770–1827) – německý hudební skladatel, bydlel v letních měsících 1818 a 1819 ("Hafnerhaus") jakož i 1920 ("Christhof") v Mödlingu
- Josef Schöffel (1832 Brno – 1910) – starosta Mödlingu, ochránce Vídeňského lesa
- Jakob Thoma (1848–1910) – starosta a poslanec zemského sněmu
- Robert Eder (1848–1918) – rakouský badatel, ornitolog
- Maria Janitschek (1859–1927) – německá spisovatelka rakouského prostředí
- Arnold Schoenberg (1874–1951) – rakouský hudební skladatel, bydlel v letech 1918–1925 v Mödlingu. V jeho dřívějším domě (Bernhardgasse 6) je dnes Schönbergovo muzeum [6]
- Anton Wildhans (1881–1932) – rakouský spisovatel
- Karl Lehrmann (1887 Žatec – 1957) – architekt [7]
- Hermann Josef Ullrich (1888–1982) – rakouský hudební skladatel a spisovatel
- Norbert Sprongl (1892–1983) – rakouský hudební skladatel
- Marie Restituta Kafková (1894 Brno – 1943), řádá a nemocniční sestra
- Albert Drach (1902–1995) – rakouský spisovatel
- Alfred Maleta (1906–1990) – rakouský politik, předseda národní rady
- Paul Harather (* 1965) – rakouský filmový režisér, producent a scenárista
- Michael Jursa (* 1966) – rakouský staroorientalista
- Christine Reiler (* 1982) – Miss Rakouska 2007